# KimiKiss
KimiKiss (jap. キミキス KimiKisu) – gra randkowa na konsolę PlayStation 2. Była wydawana przez Enterbrain w 2006 roku. Na podstawie gry stworzono kilka mang, light novel oraz serial anime, którego emisja odbywała się w latach 2007–2008.

## Opis fabuły
Kōichi Sanada, uczeń liceum, właśnie wrócił z letnich wakacji. Postanawia, że podczas tego roku szkolnego znajdzie sobie dziewczynę.

## Postacie
Kōichi Sanada (jap. 相原 光一 Sanada Kōichi)
Seiyū: Satoshi Hino 
Główny bohater gry, anime oraz mangi Various Heroines. Uczeń klasy 2A i starszy brat Nany. W anime jego cechy są rozdzielone między dwóch bohaterów - Kouichiego Sanadę (ma wygląd Kouichiego) i Kazukiego Aiharę (otrzymał on umiejętności gry w piłkę nożną Kouichiego oraz Nana stała się jego siostrą). W anime jego pierwszą miłością była Yūmi Hoshino, jednak z czasem zrozumiał, że tak naprawdę jest zakochany w swojej przyjaciółce z dzieciństwa, Mao.
Mao Mizusawa (jap. 水澤 摩央 Mizusawa Mao)
Seiyū: Haruna Ikezawa 
Wesoła i energiczna dziewczyna, uczęszcza do klasy 3A. W anime, po powrocie do Japonii z Paryża, zamieszkała razem z Kōichim i jego mamą. Jej pierwszą miłością w anime był Eiji Kai, jednak nieprawdziwą. Początkowo chodzili ze sobą, lecz kiedy Mao zdała sobie sprawę ze swoich uczuć do Kōichiego, zerwała z Kaiem. Postanowiła również wyprowadzić się z domu Sanady.
Yūmi Hoshino (jap. 星乃 結美 Hoshino Yūmi)
Seiyū: Ami Koshimizu 
Koleżanka z klasy Kōichiego, pracuje w szkolnej bibliotece. W anime jest pierwszą miłością Sanady. Jest nieśmiała, ale z pomocą przyjaciół staje się bardziej otwarta. Jest zakochana w Kōichim, z którym zaczyna chodzić, jednak pod koniec anime chłopak zrywa z nią, gdyż uświadamia sobie, że tak naprawdę kocha Mao.
Asuka Sakino (jap. 咲野 明日夏 Sakino Asuka)
Seiyū: Ryō Hirohashi 
Dziewczyna z klasy 2С (w anime jest w klasie 2A z Kōichim i Kazukim), która uwielbia grać w piłkę nożną. W anime jest zakochana w Kazukim od momentu, kiedy pomógł jej w sytuacji, gdy skręciła kostkę. Sakino odkrywa, że Eriko i Kazuki przeprowadzają razem "eksperymenty", które chciała później powstrzymać. Wkrótce dowiaduje się, że Aihara kocha Eriko, mimo że dziewczyna go odtrąca i traktuje w sposób lekceważący. Pod koniec anime Asuka wyznaje swoje uczucia Kazukiemu, który jednak ich nie odwzajemnia.
Eriko Futami (jap. 二見 瑛理子 Futami Eriko)
Seiyū: Rie Tanaka 
Zamknięta w sobie dziewczyna z klasy 2С o IQ równym 190. Najczęściej przebywa w pracowni chemicznej, lubi samotność. W anime przeprowadza z Kazukim "eksperymenty" dotyczące miłości, gdyż chce dowiedzieć się, dlaczego ludzie zakochują się w sobie. Dzięki Aiharze dziewczyna powoli zaczęła nawiązywać kontakty z innymi. W ostatnim odcinku Eriko wyznaje Kazukiemu swoje uczucia.
Mitsuki Shijyō (jap. 祇条 深月 Shijō Mitsuki)
Seiyū: Mamiko Noto 
Zamożna dziewczyna z klasy 2С, potrafiąca grać na pianinie. Kiedy była mała, rodzice wybrali jej narzeczonego, którego dziewczyna jeszcze nie poznała.
Nana Aihara (jap. 菜々 Nana)
Seiyū: Sakura Nogawa 
W grze – młodsza siostra Kōichiego, natomiast w anime – Kazukiego. Jest przyjaciółką Narumi. Nie rozstaje się ze swoją maskotką, zieloną żabą o imieniu Iwao.
Narumi Satonaka (jap. 里仲 なるみ Satonaka Narumi)
Seiyū: Kaori Mizuhashi 
Przyjaciółka z klasy Nany. Jest ekspertem w gotowaniu, jej marzeniem jest przyrządzić doskonały udon. Podobnie jak Nana, posiada maskotkę, różową żabę o imieniu Julietta.
Akira Hiiragi (jap. 柊 明良 Hiiragi Akira)
Seiyū: Jun Fukuyama 
Przewodniczący klubu filmowego. Bardzo często zmusza Kōichiego i Kazukiego, aby pomagali mu podczas pracy nad filmem.
Megumi Kuryū (jap. 栗生 恵 Kuryū Megumi)
Seiyū: Mai Nakahara 
Członkini komitetu porządkowego. Jest bardzo surowa w przestrzeganiu szkolnego regulaminu, choć tak naprawdę ma dobre serce. W anime podkochuje się w Hiiragim.
Tomoko Kawada (jap. 川田 知子 Kawada Tomoko)
Seiyū: Ayako Kawasumi 
Nauczycielka współczesnego języka japońskiego w szkole, do której uczęszczają bohaterowie.

### Postacie występujące tylko w anime
Kōichi Sanada (jap. 真田 光一 Sanada Kōichi)
Seiyū: Satoshi Hino 
Główny bohater serialu anime. On, Kazuki i Mao są przyjaciółmi z dzieciństwa. Początkowo jest zakochany w Yūmi Hoshino, ale później zaczyna uświadamiać sobie, że tak naprawdę kocha Mao.
Kazuki Aihara (jap. 相原 一輝 Aihara Kazuki)
Seiyū: Takahiro Mizushima 
Dobry przyjaciel Kōichiego i jego kolega z klasy. Kazuki jest dobry w grze w piłkę nożną. Jego pierwszą miłością jest Eriko, która pocałowała go w ramach "eksperymentu" dotyczącego uczuć. Pod koniec anime stają się parą.
Eiji Kai (jap. 甲斐 栄二 Kai Eiji)
Seiyū: Takahiro Sakurai 
Kolega z klasy Mao. Pracuje w barze jazzowym, uwielbia grać na saksofonie. Początkowo nie chciał zapoznawać się z Mao, lecz w końcu otworzył się przed nią. Przez jakiś czas chodził z Mao, jednak dziewczyna zerwała z nim, kiedy zrozumiała, że kocha Kōichiego.